# Buthus prudenti
Espèce
Buthus prudenti est une espèce de scorpions de la famille des Buthidae.

## Distribution
Cette espèce est endémique du Nord au Cameroun. Elle se rencontre vers Ouro Labaré.

## Description
Le mâle holotype mesure 69,8 mm et la femelle paratype 68,5 mm.

## Étymologie
Cette espèce est nommée en l'honneur de Patrick Prudent.

## Publication originale
- Lourenço & Leguin, 2012 : « A New Species of the Genus Buthus (Scorpiones: Buthidae) from Northern Cameroon. » Euscorpius, no 152, p. 1-9 (texte intégral).